# El Bnoud
El Bnoud là một đô thị thuộc tỉnh El Bayadh, Algérie. Dân số thời điểm năm 2002 là 1.195 người.